# شلومو كاليش
شلومو كاليش هو مستثمر إسرائيلي، ولد في 1952 في حيفا في إسرائيل.

## وصلات خارجية
- الموقع الرسمي